# Teateråret 1885

## Händelser

### Okänt datum
- Anne Charlotte Leffler skriver pjäserna I förmaket och köket och Lagman Skakke, vilka aldrig kommer att fullbordas.[1]

## Årets uppsättningar

### November
- 11 november – Anne Charlotte Lefflers pjäs Hur man gör godt har urpremiär på Nya teatern i Stockholm.[2]

### Okänt datum
- Lydia Kullgrens pjäs Kärlek har premiär i Stockholm.[3]

## Födda
- 28 januari – Julia Cæsar - svensk skådespelare. (d 1971)
- 2 juli – Björn Hodell (död 1957), svensk teaterchef, manusförfattare och författare.
- 15 november – Gösta Gustafson, svensk skådespelare. (d 1963)

## Avlidna
- 20 oktober – Johan Fredrik Lundgrén, 64, svensk skådespelare och lustspelsförfattare.[4]